# 1308 (numero)
Milletrecentootto è il numero naturale dopo il 1307 e prima del 1309.

## Proprietà matematiche
- È un numero pari.
- È un numero composto, con i seguenti 5 divisori: 1, 2, 3, 109 e 1308.  Poiché la somma dei suoi divisori (escluso il numero stesso) è  115 <1308, è un numero difettivo.